# Enchelyurus ater
Enchelyurus ater es una especie de pez de la familia Blenniidae en el orden de los Perciformes.

## Morfología
• Los machos pueden llegar alcanzar los 5,5 cm de longitud total.

## Reproducción
Es ovíparo.

## Hábitat
Es un pez de mar y de clima tropical.

## Distribución geográfica
Se encuentra desde el Mar del Coral (a excepción de la Gran Barrera de Coral) hasta las Tuamotu.